# Sephena vexora
Sephena vexora är en insektsart som beskrevs av Medler 2000. Sephena vexora ingår i släktet Sephena och familjen Flatidae. Inga underarter finns listade i Catalogue of Life.